# عمر المضواحي
عمر المضواحي صحفي و‌باحث سعودي، وأحد أبرز كُتّاب القصة الصحفية، عُرف بالكتابة عن الأماكن المقدسة، وبصفة خاصة مدينتي مكة و‌المدينة المنورة، وهو صاحب أول صورة تُلتقط من داخل الكعبة في تاريخ الصحافة السعودية، التقطها أثناء عمله كمراسل صحفي لصحيفة (المسلمون) عام 1995، وهو من مؤسسي مبادرة (معاد) المعنية بتعزيز الهوية المكية والمحافظة على آثار مكة وتاريخها العريق، كان يعمل في كلاً من صحيفة الشرق الأوسط، ومجلتي اقرأ والمجلة، كما سبق له أن شغل منصب مساعد رئيس صحيفة الوطن، وقبل وفاته كان يعمل لصحيفة مكة ككاتب للقصة الصحفية.

## حياته
ولد المضواحي في مكة المكرمة، وفيها درس ثم التحق بجامعة الملك عبد العزيز بجدة؛ لينهي دراسته في كلية الإعلام، كان مولعاً بمدينة مكة ودعى كثيراً إلى حفظ آثارها النبوية والتاريخية، وكان من الذين وقفوا ضد إزالتها أو إهمالها، وقد ساهم فيها بدوره كإعلامي، إضافة إلى استعانته بمهارته في التوثيق الفني والتاريخي لأعمال مبادرة (معاد)، ومن شركائه في هذه المبادرة فايز جمال، حسن مكاوي، وسمير برقة.

## وفاته
توفي في مدينة جدة يوم 19 ديسمبر 2015، ودُفن في مقبرة المعلاة بمكة.